# Corynoneura incidera
Corynoneura incidera är en tvåvingeart som beskrevs av Hazra, Nath och Chaudhuri 2003. Corynoneura incidera ingår i släktet Corynoneura och familjen fjädermyggor.
Artens utbredningsområde är Sikkim. Inga underarter finns listade i Catalogue of Life.